# Piaski (sielsowiet Ziabki)
Piaski (biał. Пяскі; ros. Пески) – dawny chutor na Białorusi, w obwodzie witebskim, w rejonie głębockim, w sielsowiecie Ziabki.
Dawniej używana nazwa – Piaski Cerkowiańskie.
Miejscowość została zlikwidowana w 2007 roku.

## Historia
W czasach zaborów wieś w powiecie dzisieńskim, w guberni wileńskiej Imperium Rosyjskiego.
W latach 1921–1945 wieś leżała w Polsce, w województwie wileńskim, w powiecie dziśnieńskim, w gminie Prozoroki.
Według Powszechnego Spisu Ludności z 1921 roku zamieszkiwało tu 39 osób, wszystkie były wyznania rzymskokatolickiego i zadeklarowały polską przynależność narodową. Było tu 6 budynków mieszkalnych. W 1931 w 7 domach zamieszkiwały 32 osoby.
Wierni należeli do parafii rzymskokatolickiej w Prozorokach. Miejscowość podlegała pod Sąd Grodzki w Głębokiem i Okręgowy w Wilnie; właściwy urząd pocztowy mieścił się w Prozorokach.